# Димитриу, Майкл
Майкл А. Димитри́у (англ. Michael A. Demetriou) — греко-американский учёный в области электротехники и инженер, профессор департамента машиностроения Вустерского политехнического института. Член Общества промышленной и прикладной математики (1990), Американского института аэронавтики и астронавтики (2005) и Института инженеров электротехники и электроники (2015).
h-индекс = 31, процитирован > 3 800 раз.

## Биография

### Образование
Южно-Калифорнийский университет (бакалавр машиностроения, 1987; магистр прикладной математики, 1989; магистр электротехники и компьютерной инженерии, 1990; доктор философии в области электротехники и компьютерной инженерии, 1993).

### Карьера
1993—1996: приглашённый ассистент-профессор Центра исследований в области научных вычислений (CRSC) Университета штата Северная Каролина.
1996—1997: приглашённый ассистент-профессор Университета штата Айдахо в Бойсе.
1997—н. в.: ассистент-профессор (1997—2003), ассоциированный профессор (2003—2010), профессор (2010—н. в.) департамента машиностроения Вустерского политехнического института.
Член совета директоров Американского совета по автоматическому управлению.
Помощник редактора научных жураналов «IEEE Transactions on Automatic Control» (2004—2007), «Journal of Dynamic Systems, Measurement, and Control» (2009—2011) и «SIAM Journal on Control and Optimization» (2009—н. в.).
Автор многочисленных научных статей.
Владеет греческим языком.

## Сфера научных интересов
Аэрокосмическая техника, машиностроение, активное шумоподавление, динамические и киберфизические системы, виброконтроль, системы обнаружения вторжений, робастное управление, адаптивное управление, градиентные методы.